# Anthrax confluensis
Anthrax confluensis är en tvåvingeart som beskrevs av Roberts 1928. Anthrax confluensis ingår i släktet Anthrax och familjen svävflugor. Inga underarter finns listade i Catalogue of Life.